# Jerry Allison
Jerry Ivan Allison (Hillsboro, Texas, 31 de agosto de 1939-Lyles, Tennessee, 22 de agosto de 2022) fue un músico estadounidense, conocido sobre todo por ser el baterista de The Crickets y por ser coautor de sus éxitos "That'll Be the Day" y "Peggy Sue", grabados con Buddy Holly. Su única entrada como solista en la lista Billboard Hot 100 fue " Real Wild Child ", publicada en 1958 bajo el nombre de Ivan . [3] Allison fue incluido en el Salón de la Fama del Rock and Roll en 2012.

## Antecedentes
La primera grabación profesional de Allison fue "Who's Gonna Be the Next One Honey", editada como disco de 45 rpm (ahora muy raro) por un grupo local, Hal Goodson and the Raiders. También se interpretó en el estudio de Norman Petty en Clovis, Nuevo México, unos seis meses antes de que se grabara "Peggy Sue". En sus primeros días en el Lubbock Youth Center, en Lubbock, Texas, la batería de Allison era el único acompañamiento de la voz y la guitarra de Buddy Holly, lo que permitía a este realizar algunos de sus mejores trabajos de guitarra.
Con el tiempo, el apoyo rítmico de Allison pasó de dar palmadas en las rodillas o palmas a una llaneza modal de la batería de platillos. Sus chasquidos en la caja daban fuerza a las canciones publicadas con el nombre de The Crickets. Las canciones publicadas con el nombre de Holly tenían un tono más suave y estaban llenas de inocencia y anhelo. En ellas, Allison solo tocaba tom-toms, en consonancia con el sonido de las voces. Su trabajo en las grabaciones de The Crickets dio a los discos gran parte de su carácter distintivo y ha influido en las generaciones posteriores de bateristas de rock and roll.
El productor Norman Petty, que también era el representante de Holly, a menudo manipulaba los créditos de las canciones. Allison, a quien se le atribuyó otra canción a la que contribuyó poco, ayudó a componer la música de algunas de las canciones famosas, en particular "That'll Be the Day" y "Peggy Sue" (Allison se casó más tarde con Peggy Sue Gerron), que da nombre a la canción, quien en su biografía citó a Allison diciendo que él no la había escrito: "Buddy lo hizo"). Holly había grabado "That'll Be the Day" antes de empezar a trabajar con Petty, por lo que la inclusión del nombre de Petty en los créditos de la canción de la versión posterior de los Crickets ilustra la manipulación de los créditos. Allison se ha referido en varias entrevistas publicadas a su papel en la composición de "Not Fade Away", que se acreditó a Norman Petty y a "Charles Hardin" (el primer y segundo nombre de Holly - nació como Charles Hardin Holley).
Allison no cantó en los discos de The Crickets grabados con Holly, a pesar de la engañosa acreditación de la banda como "grupo vocal con acompañamiento instrumental", pero en 1958 lanzó el sencillo "Real Wild Child" (habiendo escuchado a Johnny O'Keefe tocar el original durante la breve visita de los Crickets a Australia ese año), que grabó bajo el seudónimo de Ivan, con Holly tocando la guitarra y cantando los coros. Fue una entrada menor en las listas de éxitos de 1958 y la primera grabación en estudio de la canción, que se convirtió en un estándar del rock. Allison también cantó en algunos lanzamientos posteriores de los Crickets, tanto en singles como en canciones de álbumes.
Allison también trabajó como músico de sesión. Por ejemplo, tocó en la grabación de estudio de "(Till) I Kissed You" de The Everly Brothers en 1959.

## Peggy Sue
Según el biógrafo de Holly, John Goldrosen, la canción "Peggy Sue" se llamó originalmente en honor a la sobrina de Holly, Cindy Lou, pero el nombre se cambió a petición de Allison: Peggy Sue era la novia y posterior esposa de Allison, Peggy Sue Gerron (1940-2018), y el título alterado era una forma de pedirle que volviera tras una ruptura.

## Carrera posterior
Tras la muerte de Holly en 1959, Allison continuó su carrera musical. Conservó el control del nombre de la banda y realizó giras y grabaciones con el grupo como The Crickets. Los miembros del grupo han cambiado a lo largo del tiempo, pero los más constantes han sido el bajista Joe B. Mauldin, que estuvo en The Crickets con Holly, y el guitarrista y cantante Sonny Curtis, que tocó con Holly antes de que se formaran The Crickets en 1957 y se volvió a unir poco después de la muerte de Holly. Otros que estuvieron en la banda en algún momento son Glen D. Hardin, que también fue miembro de la banda en directo de Elvis Presley; Albert Lee, que también fue miembro de la Hot Band de Emmylou Harris; y varios vocalistas, como Earl Sinks, David Box y Jerry Naylor.
Las últimas grabaciones de la banda para el sello Coral incluyeron varios sencillos, que se incorporaron al álbum de 1960 In Style with the Crickets. El clásico del rock "I Fought the Law", escrito por Curtis, apareció por primera vez allí, y las pistas de los singles lanzados después de la muerte de Holly incluyeron su versión de "Love's Made a Fool of You" de Holly, una entrada en la lista de éxitos para ellos en el Reino Unido a finales de 1959, y la composición de Allison-Curtis "More Than I Can Say", que más tarde fue grabada por Leo Sayer y otros artistas.
Allison cambió el contrato de la banda a Liberty Records en 1960, después de que apoyaran a The Everly Brothers en una gira por el Reino Unido. Trasladó su base a Los Ángeles, donde un viejo amigo de Texas, Snuff Garrett, era productor principal en Liberty. Allison, Curtis y otro antiguo compañero de Holly, Tommy Allsup, se convirtieron en el núcleo de la banda de Liberty, trabajando con Bobby Vee, Johnny Burnette y otros. En este periodo también tocaron como músicos de acompañamiento en temas de Eddie Cochran y, según algunos informes, de Conway Twitty. Tanto Allison como Curtis fueron reclutados para el servicio militar en diferentes momentos durante este período, lo que introdujo cierta discontinuidad en el personal de The Crickets. Curtis también comenzó a establecer una carrera en solitario como compositor y cantante-guitarrista.
A finales de la década de 1970, la banda realizó una gira con Waylon Jennings, otro antiguo compañero de Holly. En años más recientes, The Crickets han publicado álbumes, incluyendo colaboraciones con artistas que reconocen su influencia en el primer rock and roll: Nanci Griffith (con la que también han hecho giras), Eric Clapton, Paul McCartney, Johnny Rivers, Waylon Jennings y Bobby Vee, entre otros. En 2007, Allison ingresó en el Salón de la Fama y Museo de los Músicos de Nashville, Tennessee, como miembro de The Crickets. En 2012, fue incluido en el Salón de la Fama del Rock and Roll como miembro de The Crickets por un comité especial, con el objetivo de corregir el error de no incluir a The Crickets con Buddy Holly cuando fue incluido por primera vez en 1986. Con la muerte del bajista de los Crickets, Joe B. Mauldin, en 2015, Allison fue el único miembro superviviente de los Crickets de su apogeo de finales de los 1950, hasta su muerte el 22 de agosto de 2022.